# 高氯酸镥
高氯酸镥是一种无机化合物，化学式为Lu(ClO4)3。它可以形成水合物Lu(ClO4)3·n H2O（n=3、6或8）和DMSO合物Lu(ClO4)3·7DMSO。
它的水合物可由氧化镥和高氯酸反应，结晶得到，真空下经Cl2O6脱水得到无水物。